# TM-XML
Trade Mark Extensible Markup Language (metalimbajul de marcare pentru mărci) este un standard XML deschis pentru domeniul mărcilor și pentru schimbul de informații despre mărci între oficiile de proprietate industrială și partenerii sau utilizatorii acestora.

## Obiective
Obiectivul inițial a fost definirea standardului XML pentru schimbul de informații privind mărcile. În timpul elaborării specificațiilor și după crearea standardului WIPO ST.66, au fost adăugate și alte obiective, după cum urmează:
- Definirea standardelor XML pentru oficiile pentru mărci și domeniul mărcilor
- Propunerea de rezultate utile ca bază pentru crearea standardelor WIPO
- Definirea standardelor de servicii web pentru mărci
- Furnizarea de exemple de puneri în aplicare și instrumente
- Schimbul de experiență, practici și cunoștințe
- Promovarea colaborării și armonizării informațiilor despre mărci și reprezentărilor despre cunoștințe
- (Nou) Pregătirea noilor sisteme web bazate pe semantică pentru domeniul mărcilor în contextul proprietății intelectuale

## Istoric
TM-XML a fost definit de un grup de lucru creat de Oficiul pentru Armonizare în cadrul Pieței Interne în iunie 2003.
Au fost publicate opt versiuni în fază de proiect, pentru comentarii (versiunile în fază de proiect 0.1 - 0.7 și 1.0), înainte de versiunea 1.0 finală, publicată la 26 mai 2006 pe site-ul web TM-XML.org.
TM-XML versiunea 1.0 finală a fost propusă ca bază pentru crearea unui standard WIPO denumit ST.66, care a fost adoptat de către Comitetul permanent privind tehnologia informației / standardele și Grupul de lucru privind documentația (SCIT/SDWG) în cursul celei de-a opta sesiuni din martie 19-22, 2007, de la Geneva.

## Foaie de parcurs 2008-2010
| Versiunea            | Planificată | Conținut |
| -------------------- | ----------- | --- |
| TM-XML Versiunea 2.0 | 2008        | Informații despre opoziție, recurs și reînnoire. Primele servicii și norme privind web-ul care fac parte din cadrul de descriere a resurselor (RDF) și din limbajul de ontologie web (OWL) |
| TM-XML Versiunea 3.0 | 2010        | Servicii web suplimentare și reprezentare și servicii semantice de cunoștințe legate de web                                                                                                |

## A se vedea, de asemenea
DS-XML : standard XML pentru desene și modele / desene și modele industriale - Prima pagină DS-XML Arhivat în 17 februarie 2013, la Wayback Machine.